# Globos de Ouro de 2023
A 27.ª edição dos Globos de Ouro ocorreu a 1 de outubro de 2023, no Coliseu dos Recreios, em Lisboa. Foi apresentada por Clara de Sousa, e transmitida simultaneamente pela SIC, uma das duas organizadoras dos prémios - juntamente com a revista Caras - e pela SIC Caras.

## Cerimónia
A 27.ª Edição dos Globos de Ouro foi, pela terceira vez consecutiva, apresentada por Clara de Sousa.
A cerimónia contou com as atuações de James Arthur, os Táxi e Amália Hoje.

## Nomeados e vencedores

### Cinema
| Melhor filme                       | Melhor filme         | Melhor atriz    | Melhor atriz                       | Melhor ator     | Melhor ator                    |
| Filme                              | Realizador           | Atriz           | Filme                              | Ator            | Filme                          |
| Alma Viva                          | Cristèle Alves Meira | Beatriz Batarda | Great Yarmouth Provisional Figures | Albano Jerónimo | Restos do Vento                |
| Nomeados                           |                      |                 |                                    |                 |                                |
| Great Yarmouth Provisional Figures | Marco Martins        | Ana Padrão      | Alma Viva                          | Mauro Costa     | Fogo-Fátuo                     |
| O Trio em Mi Bemol                 | Rita Azevedo Gomes   | Isabel Abreu    | Restos do Vento                    | Nuno Lopes      | Restos do Vento                |
| Restos do Vento                    | Tiago Guedes         | Lua Michel      | Alma Viva                          | Pedro Lacerda   | Um Filme em Forma de Assim     |
| Um Filme em Forma de Assim         | João Botelho         | Rita Durão      | O Trio em Mi Bemol                 | Tomás Alves     | O Salgueiro Maia - O Implicado |

### Teatro
| Melhor Peça/ Espetáculo | Melhor Peça/ Espetáculo | Melhor atriz     | Melhor atriz                 | Melhor ator         | Melhor ator    |
| Peça                    | Encenação               | Atriz            | Peça                         | Ator                | Peça           |
| A Praia                 | João Reis               | Rita Durão       | Pentesileia                  | Ivo Alexandre       | O Misantropo   |
| Nomeados                |                         |                  |                              |                     |                |
| Casa Portuguesa         | Pedro Penim             | Emília Silvestre | Bruscamente no Verão Passado | Adriano Luz         | Noite de Reis  |
| Jesus, o filho          | Elmano Sancho           | Joana Bárcia     | Jesus, o filho               | João Pedro Vaz      | A Praia        |
| O Medo Devora a Alma    | Rogério de Carvalho     | Sandra Faleiro   | Fonte da Raiva               | José Raposo         | Foi Assim      |
| O Misantropo            | Nuno Carinhas           | Teresa Gafeira   | O Medo Devora a Alma         | Vicente Wallenstein | Jesus, o filho |

### Ficção
| Melhor atriz     | Melhor atriz    | Melhor ator     | Melhor ator            | Melhor Projeto                 |
| Atriz            | Projeto         | Ator            | Projeto                | Melhor Projeto                 |
| Sara Matos       | Sangue Oculto   | José Condessa   | O Crime do Padre Amaro | Cuba Libre                     |
| Nomeados         |                 |                 |                        |                                |
| Bárbara Branco   | Flor sem Tempo  | Albano Jerónimo | El Presidente          | Motel Valkirias                |
| Beatriz Godinho  | Cuba Libre      | João Jesus      | Praxx                  | O Ano da Morte de Ricardo Reis |
| Madalena Almeida | Praxx           | José Raposo     | O Pai Tirano           | Operação Maré Negra            |
| Marina Mota      | Motel Valkirias | Miguel Raposo   | Da Mood                | Praxx                          |

### Música
| Melhor Música    | Melhor Música          | Melhor Atuação  | Melhor Atuação   | Melhor Intérprete |
| Intérprete       | Música                 | Intérprete      | Atuação          | Melhor Intérprete |
| Os Quatro e Meia | "Na escola"            | Da Weasel       | NOS Alive        | A Garota Não      |
| Nomeados         |                        |                 |                  |                   |
| Bárbara Tinoco   | "Chamada não atendida" | Jorge Palma     | Coliseu do Porto | Ana Moura         |
| Marisa Liz       | "Guerra nuclear"       | Ornatos Violeta | MEO Kalorama     | Carminho          |
| Milhanas         | "Mais que ao sol"      | The Gift        | CCB              | David Bruno       |
| Salvador Sobral  | "Tristeza dos dois"    | Tozé Brito      | Altice Arena     | Nininho Vaz Maia  |

### Entretenimento
| Personalidade do Ano | Personalidade no Digital |
| César Mourão         | Joana Marques            |
| Nomeados             | Nomeados                 |
| Inês Aires Pereira   | Daniela Melchior         |
| João Baião           | Hugo Van Der Ding        |
| Manuel Luís Goucha   | Lucas “With Strangers”   |
| Vasco Palmeirim      | Madalena Abecasis        |

### Humor
| Ricardo Araújo Pereira |
| Nomeados               |
| César Mourão           |
| Joana Marques          |
| Herman José            |
| Maria Rueff            |

### Moda
| Dino Alves           |
| Nomeados             |
| Béhen – Joana Duarte |
| Carlos Gil           |
| Constança Entrudo    |
| Luís Carvalho        |

### Revelação
| Madalena Aragão & Lucas Dutra |
| Nomeados                      |
| João Gonzalez                 |
| Milhanas                      |
| Nena                          |
| Santiago André                |

## Prémio Mérito e Excelência
| Prémio Mérito e Excelência |
| Filipe La Féria            |